# Forcipomyia pechumani
Forcipomyia pechumani är en tvåvingeart som beskrevs av Bystrak och Wirth 1978. Forcipomyia pechumani ingår i släktet Forcipomyia och familjen svidknott.
Artens utbredningsområde är New York. Inga underarter finns listade i Catalogue of Life.